# Паспорт громадянина Бельгії
Паспорт громадянина Бельгії  — документ, що видається громадянам Бельгії для здійснення поїздок за кордон. Федеральна служба закордонних справ державної служби, раніше знана як Міністерство закордонних справ, відповідає за видачу та поновлення бельгійських паспортів. Кожен громадянин Бельгії також є громадянином Європейського Союзу. Національність дозволяє вільно володіти правами на пересування та проживання в будь-якій з держав Європейського Союзу, а також інших держав Європейського економічного простору та Швейцарії після отримання паспорта або національного посвідчення особи.

## Типи паспортів
- Стандартний паспорт — видається для звичайних подорожей, таких як відпустка та відрядження. Доступно в форматах 35 і 60 сторінок. Нові (2015 р.) біометричні паспорти мають 7-річний термін дії, приблизна вартість 93,50 євро в залежності від комуни / консульства та відбитків пальців.

- Дипломатичний паспорт — видається членам Королівської сім'ї Бельгії, членам уряду, державним міністрам та представникам Бельгії або Спільноти або Регіонів (дипломати, економічні або торговельні аташе, головний представник кожної громади або регіону).

- Сервісний паспорт — Видається державним службовцям у федеральних державних службах, міністерствах, парламентах та судових служб, які відправляються офіційною місією за кордон бельгійською владою.

- Тимчасовий паспорт є паспортом, виданим в умовах надзвичайних ситуацій провінціями, дійсними протягом 6 місяців, якщо є виправдане термінове питання, що вимагає негайного проїзду. Цей паспорт визнається темно-зеленим покриттям.

- Документ про екстрені подорожі виданий бельгійськими дипломатичними представниками за кордоном, коли раніше виданий паспорт втрачено.

## Візові вимоги для громадян Бельгії
У 2017 році громадяни Бельгії мали безвізовий режим або візу після прибуття до 173 країн та територій, таким чином, відповідно до Індексу обмежень візового режиму, бельгійське громадянство становило четверте місце у світі.